# Tam konijn
Een tam konijn (ook huiskonijn, gedomesticeerd konijn; wetenschappelijke naam: Oryctolagus cuniculus domesticus) is een Europees konijn dat gedomesticeerd is. Konijnen worden gehouden voor het bont, wol en vlees, voor hobby en gezelschap.
Het Europees konijn werd al in de Romeinse tijd in hokken gehouden. Het dier werd gehouden voor het vlees en de vacht. De Romeinen hielden het konijn in parkjes met hoge muren, de zogenaamde leporaria. Behalve volwassen dieren aten zij ook pasgeboren konijntjes, die als delicatesse werden beschouwd. 
In middeleeuwse kloosters werden ze eveneens gehouden en verhandeld. De eerste veranderingen in de skeletstructuur van konijnen werden door archeologen gevonden bij dieren uit de 18e eeuw. Dit zijn de eerste sporen die duidelijk wijzen op domesticatie. Pas in het midden van de 19e eeuw werden konijnen ook als hobbydier gehouden, waarbij er speciale konijnententoonstellingen werden gehouden. Na de Tweede Wereldoorlog werd het konijn een populair gezelschapsdier.

## Uiterlijk
Konijnenrassen variëren zeer in grootte, kleur, vachtlengte en in de stand van de oren. Een groot ras zoals de Vlaamse Reus kan meer dan acht kilogram wegen, terwijl dwergkonijnen nauwelijks een kilogram wegen. Het gewone konijn weegt ongeveer anderhalf tot twee kilogram.
Tamme dieren kunnen allerlei kleuren hebben: wit, bruin, roestbruin, zwart, grijs, blauw, agouti, etc. Ook zijn er dieren met meerdere kleuren en opvallende tekeningpatronen, als gevlekte konijnen. Over het algemeen hebben tamme konijnen een korte vacht, maar het Angorakonijn heeft juist een snelgroeiende, wollen vacht. Kruisingen tussen wilde en tamme konijnen brengen meestal sterke, veelbehaarde jongen voort die ook allerlei kleuren kunnen hebben.
Een konijn bezit geen hoektanden. In de bovenkaak zitten wel twee stifttanden, twee zeer grote snijtanden, zes voorkiezen en zes kiezen. Op deze kleine tandjes (stifttanden) rusten de onderste snijtanden wanneer het dier niet eet. In de onderkaak heeft het konijn twee zeer grote snijtanden, vier voorkiezen en zes kiezen.

## Ziekten en problemen

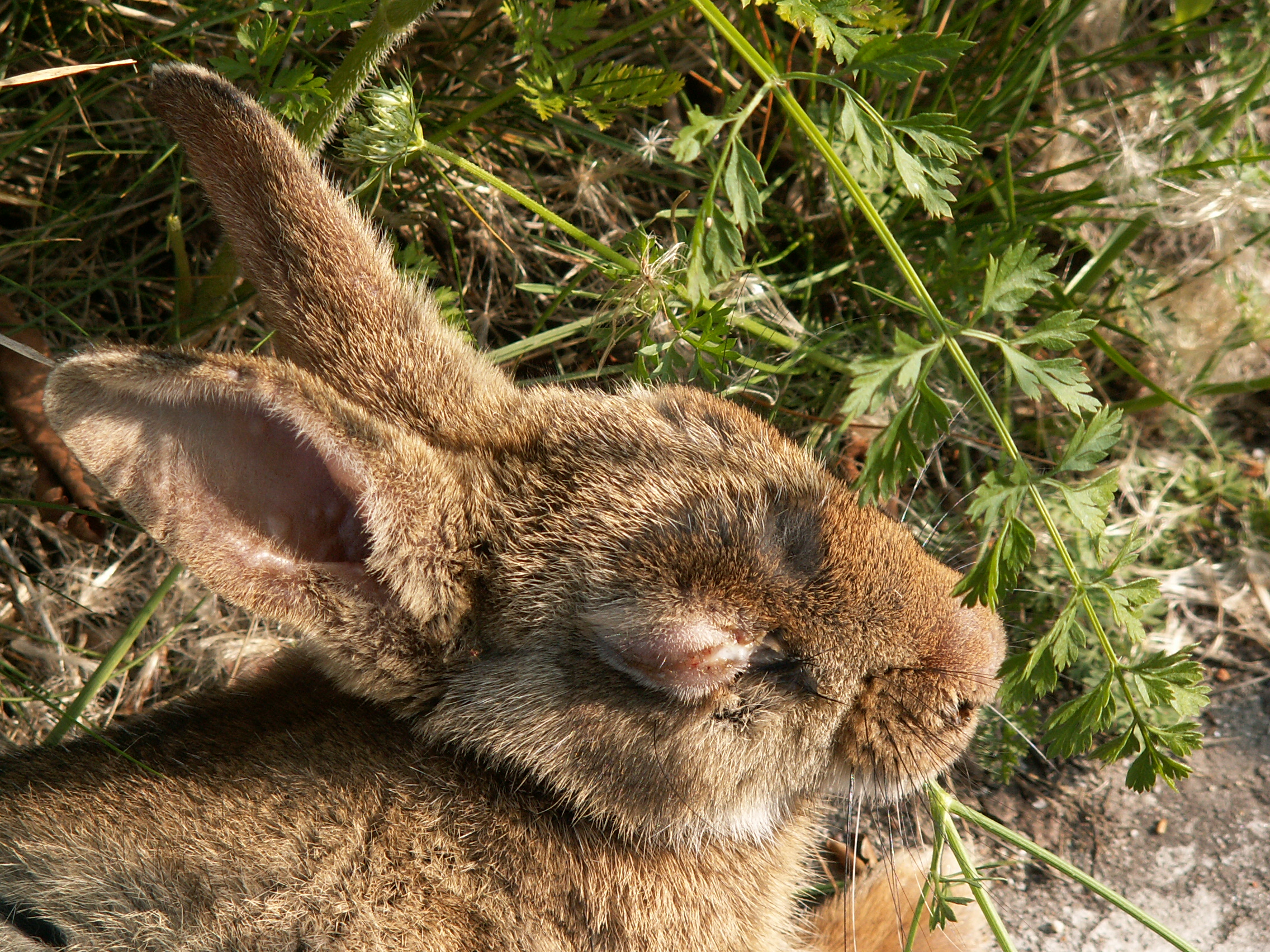
Konijn met myxomatose

Konijnen zijn heel kwetsbaar voor ziekten en dan vooral voor myxomatose en het viraal hemorragisch syndroom (RHD), twee virusziekten. Als een konijn zo'n ziekte eenmaal heeft, is het meestal niet meer te redden. Tamme konijnen kunnen ingeënt worden tegen deze ziekten: eenmaal per jaar tegen RHD en tweemaal tegen myxomatose. Tegenwoordig is er ook een vaccin dat 1 jaar werkzaam is voor beide ziektes, wel is hier een incubatietijd van drie weken en schijnt dit vaccin minder tegen RHD te werken als dit al eerder met het medicijn Cunical is bestreden.
De tanden van een konijn groeien altijd door. Wanneer de voortanden niet goed aangelegd zijn of beschadigd zijn geraakt, groeien deze scheef door. Ze raken dan de tegenoverliggende voortanden niet meer en worden te lang, zogenaamde olifantentanden. Een gezond konijn zal zijn voortanden slijten door het eten van vezelrijke producten, zoals gras, hooi en bladgroente. Vaak wordt foutief aangenomen dat voor de slijtage van de voortanden takken of iets dergelijks nodig zijn. Desondanks zal een konijn graag gebruikmaken van wilgentakken, waarvan het hout niet splintert. Dieren met voortanden die te lang doorgroeien kunnen hun mond niet dichtdoen, wat de dieren verhindert te eten. De dieren zullen verhongeren als de tanden niet door bijvoorbeeld een dierenarts worden afgeslepen. Het is een fout om tanden te knippen (in plaats van te slijpen). Bij het knippen wordt zoveel kracht gebruikt dat de tanden kunnen splijten of barsten wat ontstekingen met abcesvorming kan veroorzaken. Daarom is het beter ze af te slijpen. Het is nog beter om de tanden van het konijn te laten verwijderen door een dierenarts. Er moet dan wel rekening mee worden gehouden dat het voedsel van het konijn in kleine hapklare brokken wordt aangeboden. De meeste konijnen passen zich goed aan om zonder voortanden te eten. Ze zijn immers gewend geraakt om hun voortanden niet te kunnen gebruiken.
Een minder vaak voorkomend probleem bij te dikke dieren, oudere dieren en dieren die een onjuist dieet krijgen, is een klomp nachtkeutels die aan het achterste blijft kleven. Dit is te voorkomen door de konijnen het juiste dieet te geven. Mocht het toch voorkomen, is dit het best te verwijderen door het dier te badderen in een lauw waterbadje en de keutels voorzichtig weg te knippen met een nagelschaartje. Een bezoek aan de dierenarts is eveneens aan te raden, vooral als de keutels niet verwijderd kunnen worden. In de lente, zomer en herfst kunnen er vliegen op de uitwerpselen afkomen. Deze zullen het konijn infecteren met maden, waardoor het konijn de ziekte Myiasis riskeert. Hierdoor wordt het onderhuids weefsel van het konijn geïnfesteerd door de vliegenlarven. De maden moeten manueel worden verwijderd, en een behandeling met antibiotica is in veel gevallen noodzakelijk. Konijnen lopen vooral in de warmere seizoenen het risico deze ziekte te krijgen. Door het stro droog en de hokjes opgeruimd te houden, blijven vliegen weg.
Konijnen hebben een zeer gevoelige spijsvertering. Om optimaal te functioneren heeft het konijn vooral behoefte aan een grote vezelopname. Die haalt het voornamelijk uit gras, hooi en bladgroente. In bepaalde situaties, zoals bij pijn, stress of tijdens de verharing gaan konijnen weleens minder eten en dit veroorzaakt een vertraagde darmwerking. Hierdoor ontstaat "gas" in de darmen, wat voor het dier zeer pijnlijk is en waardoor het stopt met eten. De spijsvertering loopt dan het risico helemaal stil te vallen en als hier niet op gereageerd wordt, zal het dier sterven. Daarom geldt als vuistregel: een konijn dat niet eet is een ziek konijn. Een bezoek aan de dierenarts is dan noodzakelijk.

## Verzorging

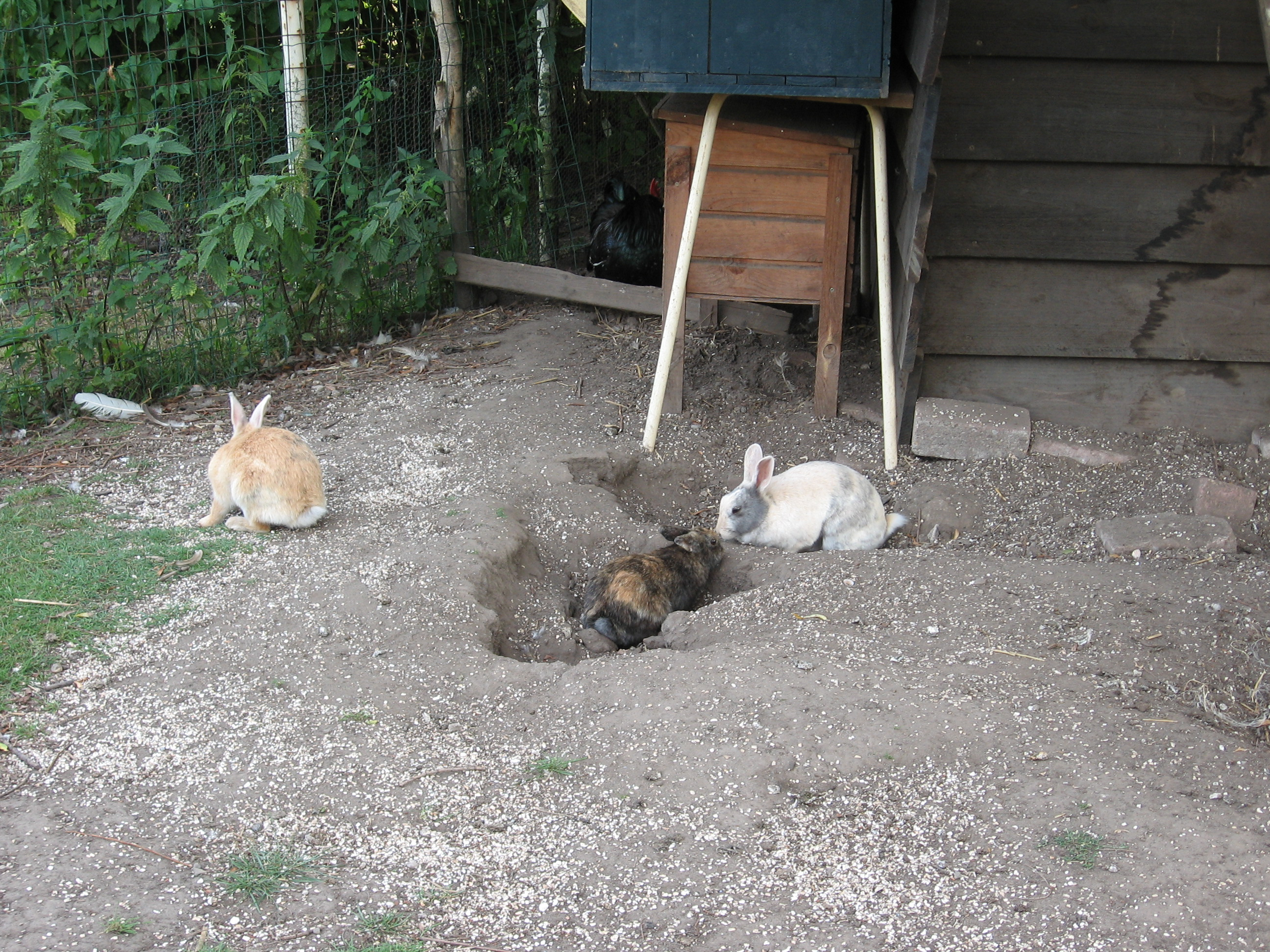
Tamme konijnen in een buitenren

Konijnen zijn van nature groepsdieren, maar het is niet verstandig om meer dan twee dieren in een ren te houden. Konijnen kunnen rivaliserend gedrag gaan vertonen in kleinere ruimtes, wat uit kan lopen op hevige gevechten. Dit is niet per definitie zo, maar meestal wordt aangeraden om twee konijnen te houden. De beste combinatie is een gecastreerd mannetje met een gesteriliseerd vrouwtje. 
Konijnen kunnen ook op latere leeftijd aan elkaar gekoppeld worden. Dit vraagt wel om een nauwkeurige aanpak. De (eventueel gesteriliseerde) voedster en het gecastreerde mannetje moeten elkaar eerst leren kennen in een neutrale ruimte (voor geen van de konijnen bekend). Daarna vraagt het een regelmaat van koppelen, splitsen, hokken aan elkaar schuiven en observeren. Een vierdaagse koppeling werkt in de praktijk zeer goed. In de diverse dierenopvangcentra waar ook knaagdieren worden gehuisvest zijn ze vaak op de hoogte van het karakter van een konijn en de regels omtrent koppelen.
Wanneer een ram al gecastreerd is, kunnen er toch redenen zijn om een voedster te steriliseren. Tegen de tijd dat een voedster 4-5 jaar is heeft zij - mede afhankelijk van het ras - een kans van 50-80% om te sterven aan baarmoeder(hals)kanker, ongeacht of zij een nest heeft gehad. Aantasting van de baarmoeder door kanker en ontstekingen is zeer veelvoorkomend. Dring er dan ook op aan dat bij sterilisatie óók de baarmoeder (al is het maar deels) wordt verwijderd - want dit is niet altijd standaard het geval.
Konijnen kunnen zowel binnen als buiten leven in een hok. Konijnen kunnen goed tegen kou maar niet tegen tocht, nattigheid en felle zon. Ze hoeven dan ook niet tijdens een vorstperiode in een schuur gezet te worden, tot −15 graden Celsius kunnen ze prima leven. Wel hebben konijnen een warm, tochtvrij hok nodig met voldoende stro.
Konijnen kunnen ook makkelijk binnen leven. De dieren zijn erg schoon en verspreiden geen nare luchtjes, zolang je de kooi maar op tijd schoonmaakt. Omdat konijnen veel lichaamsbeweging nodig hebben moet je ze regelmatig los laten lopen in een grote (buiten)ren of in de kamer, zolang de dieren niet bij giftige planten en elektrische bedrading kunnen komen. Bedrading kan worden weggewerkt in plinten en goten.
Konijnen zijn uitzonderlijk zindelijke dieren. Het is overbodig om ze in bad te doen. Soms, bij warm weer, zal het konijn bevuild stro opgraven om zich te koelen. Hierdoor ontstaan plekken in de vacht die moeilijk te verwijderen zijn. Een wasbeurt kan helpen, maar meestal verliest het konijn de plekken pas tijdens de rui. Verschoon het hok dus op tijd. Je moet het konijn iedere week even borstelen. Dit is goed voor de bloedsomloop van het konijn en de oude haren worden verwijderd. De tanden van het konijn groeien altijd door en ze moeten dus af kunnen slijten. Het beste is veel hooi en takken (zoals de splintervrije wilgentakken) waarop ze kunnen knagen. Te lange tanden hinderen het konijn bij het eten. Ook bij een goede voeding komt het voor dat de tanden door een verkeerde stand te lang worden en doorgroeien, deze moeten dan door de dierenarts worden geslepen. De nagels van het konijn moet je elke twee à drie maanden knippen.
Het beste is om kleine stukjes van zo veel mogelijk verschillende groenten tegelijk te geven, in plaats van veel van één soort groente. De wilde konijnen in de natuur eten ook heel gevarieerd en eten overal een klein beetje van.
Voorbeelden van goede groenten om te geven zijn: andijvie, veldsla, broccoli, venkel, bleekselderij, knolselderij, koolrabi, wortelen en wortelloof, het loof van radijsjes, blaadjes witlof, paksoi, waterkers, aangevuld met een takje peterselie of selderij. Geef konijnen steeds genoeg vezels. Vul korrels of groenvoer steeds aan met hooi of gras. Zonder vezels riskeert het konijn diarree of dikkebuikenziekte.
Er zijn in de natuur nog veel meer kruiden en planten die goed zijn voor konijnen, zoals weegbree, wilde achillea, herderstasje, boerenwormkruid, absintalsem, de bloemen en het blad van de paardenbloem, dovenetel etc. De jonge toppen van de brandnetel zijn zeer gezond, maar ze moeten wel eerst een dag liggen om de "brand" eruit te laten gaan.
Opletten met: prei, ui, bieslook, bonen, erwten, maïs, vaste kool en spruitjes. Te veel klaver geeft ook problemen, net zoals veel nat gras. Afgemaaid gras mag nooit gegeven worden, geplukt of geknipt lang gras wel.
Met koolsoorten, kropsla en witlof moet je voorzichtig zijn, omdat een konijn daar heel snel gasvorming van krijgt, wat ook weer dodelijk kan zijn. Het is beter om van de koolsoorten een beetje bloemkool en 's winters boerenkool te geven.

## Huisvesting
Kant-en-klare konijnen- en kippenhokken die in dierenwinkels en bouwmarkten worden verkocht zijn eigenlijk te klein om een konijn continu in te huisvesten. Konijnen hebben een ren nodig om te rennen, te springen, te spelen en te graven en ook om voor elkaar weg te vluchten. De Nederlandse Dierenbescherming gaat uit van een minimale oppervlakte van 2 vierkante meter voor twee konijnen.
Bij voorkeur worden konijnen in huis gehouden, omdat ze kwetsbaar zijn voor weersveranderingen en roofdieren. Vaak voelen konijnen zich geïsoleerd als ze buiten gehouden worden.
Konijnen hebben graag ondergrondse graafruimte. Die graafruimte moet afgeschermd zijn met stevig gaas, zodat het voor bunzings en marters onmogelijk is om in het hok te komen.
Konijnen hebben de behoefte om te spelen. Ze zullen speelgoed erg op prijs stellen. Geschikt speelgoed is onder meer: een kartonnen doos met een gat erin (om in te kruipen/bovenop te springen), lege toiletpapierrolletjes (om mee te gooien), een tennisbal aan een touwtje opgehangen (om tegenaan te botsen), rotanballetjes (om te knagen en om te gooien), een oud telefoonboek (om te scheuren), een grote bak met aarde (om in te graven/wroeten), wilgentakken (om op te knagen), een stuk oud tapijt (om te krabben). Het speelgoed zal gesloopt worden, een teken dat het konijn het leuk vindt. Haal papier en kartonnen speelgoed weg als het konijn het daadwerkelijk opeet, dit kan verstoppingen veroorzaken. In de meeste dierenwinkels vind je ook speeltjes voor konijnen, bijvoorbeeld een speelbal waarin "snoepjes" zoals gedroogde banaan, rozijnen of andere commerciële snoepjes kunnen worden gestopt.
Konijnen zijn erg gevoelig voor hitte. Wanneer de temperatuur boven de 24 graden komt zal het konijn last van de warmte krijgen; boven de 27 graden kan het konijn een levensbedreigende hitteslag oplopen. Het dier wordt apathisch of gaat languit slap liggen, tandvlees en ogen zijn donkerrood, de oren zeer warm, de ogen half gesloten, en de ademhaling wordt zeer snel. Het is derhalve belangrijk de huisvesting van het konijn in de zomer koel te houden en het konijn vooral niet in een hok in de volle zon te zetten.

## Konijnenrassen
Bij de gedomesticeerde vormen worden volgens de Nederlandse standaard diverse rassen onderscheiden: zie Lijst van konijnenrassen. Historisch zijn de Nederlanden grote exporteurs geweest van gedomesticeerde konijnen, zowel voor pels als in de vleeshandel. Dit komt tot uiting in de grote hoeveelheid verschillende rassen die in het gebied worden gekweekt. De laatste 100 jaar is de populariteit van het konijn als slachtdier of bron voor bont sterk afgenomen. Bovendien is het veel economischer geworden om zich in de industriële kweek toe te leggen op groot-schaalrassen of albino's. De historische rassen werden dus opzij geschoven en bleven slechts in handen van een beperkt aantal hobbyisten. Sinds kort is er een noodkreet gerezen om dit levend erfgoed te beschermen. Speciale verenigingen houden zich bezig met wedstrijden en het in stand houden van zeldzame populaties.

## Nederland
In Nederland geldt sinds 2006 voor het houden van vleeskonijnen de Verordening welzijnsnormen konijnen van het Productschap Pluimvee en Eieren. In Nederland werden in 2010 bijna 300.000 konijnen voor het vlees gehouden. 